# Marc Angel (rabbino)
Marc D. Angel (Seattle, 1945) è un rabbino statunitense.
Nasce in una comunità di sefarditi; la sua famiglia proviene dalla Turchia e dall'isola di Rodi ed è cresciuto parlando giudeo-spagnolo. Suo figlio Hayyim è il rabbino della sinagoga Shearit Israel.

## Biografia

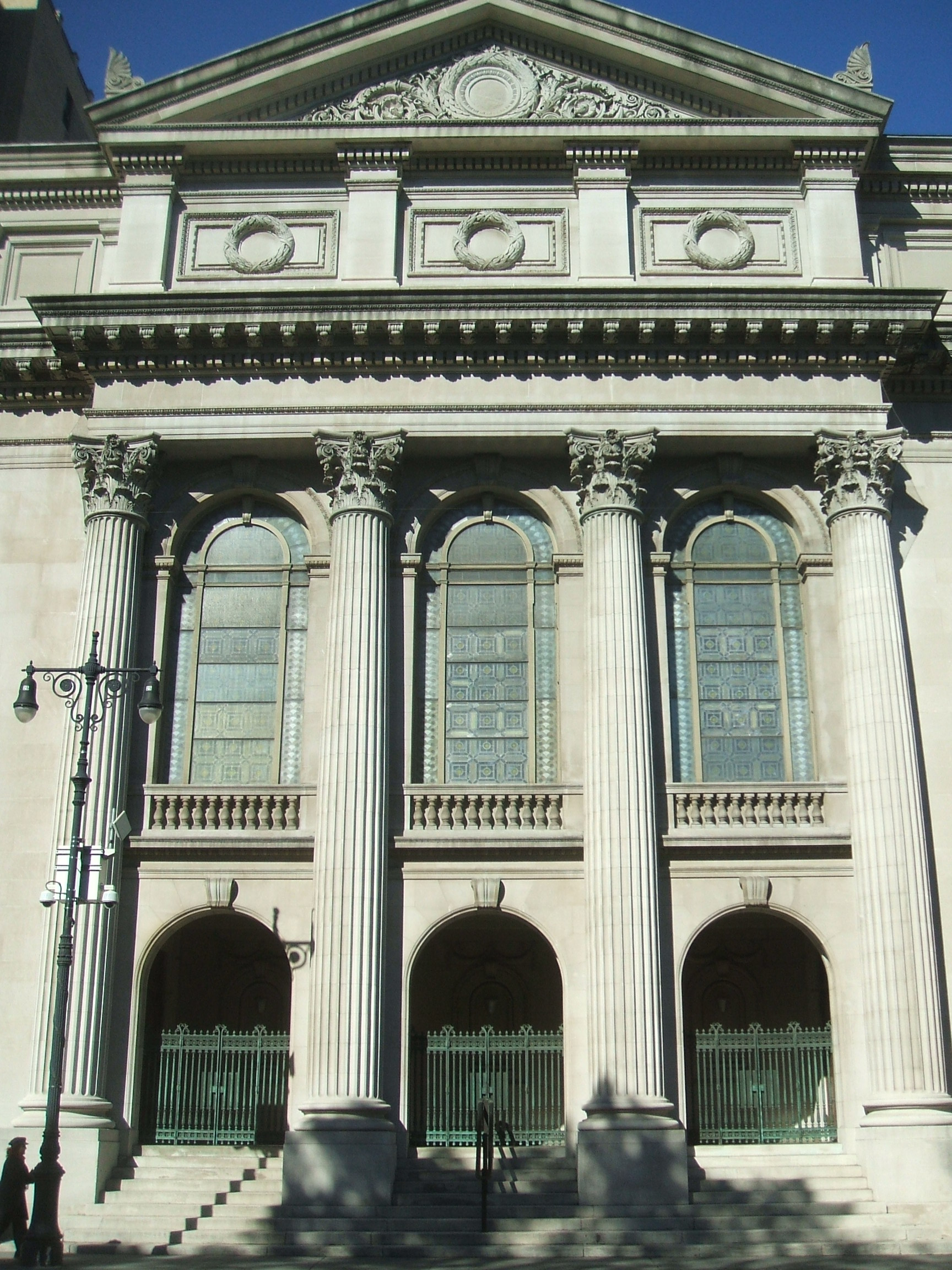
Sinagoga Shearit Israel a New York

Marc D. Angel ha studiato nella scuola rabbinica all'Università Yeshiva e letteratura inglese nel City College di New York. Dal 1977 per un periodo di trent'anni ha guidato, prima come assistente e poi come titolare, la Congregazione Shearit Israel, una congregazione fondata nel 1654 da un gruppo di ebrei provenienti dal Brasile. La protezione della Compagnia Olandese delle Indie Occidentali ha impedito al governatore olandese Peter Stuyvesant di cacciare gli ebrei dalla colonia olandese di Nuova Amsterdam. Da allora opera la congregazione per la vita religiosa degli ebrei portoghesi e spagnoli. La comunità accoglie anche numerosi membri italiani.
Angel ha ricevuto il premio Bernard Revel per l'Educazione Religiosa ed è stato presidente del Concilio Rabbinico d'America.

## Pubblicazioni
- A Sephardic Haggadah: Translation and Commentary (Hoboken, 1988).
- The Jews of Rhodes, The History of a Sephardic Community (New York, 1978)
- La America: The Sephardic Experience in the United States (Philadelphia, 1982)
- The Rhythms of Jewish Living: A Sephardic Approach (New York, 1986)
- The Orphaned Adult: Confronting the Death of a Parent (1987)
- Voices in Exile: A Study in Sephardic Intellectual History (1991)
- The Essential Pele Yoetz: an encyclopedia of ethical Jewish living (1991)
- Loving Truth and Peace: The Grand Religious Worldview of Rabbi Benzion Uziel (1999)
- Remnant Of Israel: A Portrait Of America's First Jewish Congregation (2004)
- Losing the Rat Race, Winning at Life (2005)
- Choosing to be Jewish: The Orthodox Road to Conversion (2005)
- The Search Committee: A Novel (2008)
- Conversion to Judaism: Halakha, Hashkafa, and Historic Challenge (PDF), in Hakirah, vol. 8, Brooklyn, 2008.